# 單連通
單連通是拓撲學中拓撲空間的一種性質。直觀地說，單連通空間中所有閉曲線都能連續地收縮至一點。此性質可以由空間的基本群刻劃。拓扑空间的基本群是一个空间是否为单连通的标志：当且仅当空间的基本群是當然群时，道路连通的拓扑空间是单连通的:322。

## 定義

這個集合不是單連通的，因为任何一个包含“洞”的闭曲线都不能收缩至一点

考慮道路連通的拓撲空間X。若拓撲空間X 中的任意閉曲線皆同倫等價於一個點，則稱該空間為單連通的。
換言之，
拓撲空間X 是单连通的充要条件为：對任意連續映射
{\displaystyle \gamma :\mathrm {S} ^{1}\to X}
在拓撲空間X 中，存在一點x 及同倫等價
{\displaystyle h:[0,1]\times \mathrm {S} ^{1}\to X}
使得
{\displaystyle \forall t\in S^{1},\;h(0,t)=\gamma (t)}
{\displaystyle \forall t\in S^{1},\;h(1,t)=x}
另一种等价的定义是：当且仅当拓撲空間X 道路连通，并对任意的、同起点的（即 p(0) = q(0) 且 p(1) = q(1)）两条路径 p : [0,1] → X 和 q : [0,1] → X，
存在一个同伦
{\displaystyle F:[0,1]\times [0,1]\rightarrow X}，
使得
{\displaystyle F(x,0)=p(x)}
{\displaystyle F(x,1)=q(x)}
此时拓撲空間X 是单连通的。
一个拓扑空间X ，当且仅当拓扑空间X 道路连通，且其基本群仅由单位元素构成时，它是单连通的。:322
类似的，当且仅当对拓扑空间X 中的任意点 (x,y),在X 的基本群中，态射 {\displaystyle \operatorname {Hom} _{\Pi (X)}(x,y)} 的集合只有一个元素时，拓扑空间X 是单连通的。
若拓撲空間X 可寫成單連通開子集之并，則稱之為局部單連通。微分拓撲學所論的空間（例如流形）通常不在此類。
在複分析中，当且仅当复数域 C 中的开集X 和它的补集在黎曼球面上连通时，X 才是单连通的。
虚部严格大于 0 小于 1 的复数集合，提供了一个有趣的例子：一个无界的、连通的、补集不连通平面的开子集。然而这个集合是单连通的。

### 讨论
粗略的说，如果空间中的某个物体仅由一小块构成，并且没有任何的“洞”穿过它，则这个物体是单连通的。举个例子：甜甜圈和（带手柄的）咖啡杯均不是单连通的；而一个空心橡胶球是单连通的。
在二维的情况下，圆不是单连通的；而（实心）碟片和直线是单连通的。
连通但不是单连通的空间称为非单连通或多重连通的。

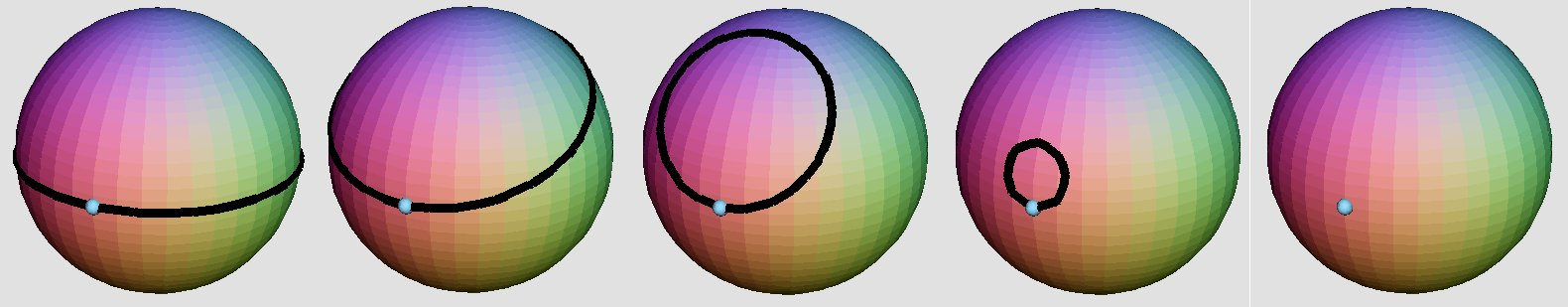
球面是单连通的，因为可以将球面上的任意一条闭曲线，沿球面收缩到一点。

这样的定义只排除了类手柄形状的洞。一个球体或空心的球体是单连通的，因为其表面上的任何闭曲线都能连续地收缩到一点，即使球的中心有一个“孔”。
在更强一些的条件下，如果一个物体在任何维度上都没有洞，则称其为可缩空间。

## 例子
- 單位圓盤 {\displaystyle D^{n}:=\{{\vec {x}}\in \mathbb {R} ^{n}:\|x\|\leq 1\}} 均為單連通

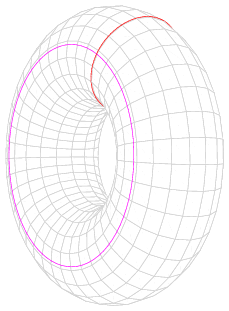
环面不是单连通的。右图中，任意一条彩色闭曲线，都不能在不离开环面的情况下收缩到一点。

- 虽然实数集 R 自身是单连通的，但实数集 R 的单点紧化不是单连通的。
- 二维欧氏空间 R2 是单连通的，但 R2 除去原点 (0,0) 之后得到的 R2\{0} 非單連通。事實上，它同倫等價於 {\displaystyle S^{1}}[5]:195。

当 n > 2时，Rn 和 Rn\{0} 均是单连通的。
- n 维欧氏空间 Rn 的每个凸子集都是单连通的[6]。
- 二維以上球面 {\displaystyle S^{n}:=\{{\vec {x}}\in \mathbb {R} ^{n+1}:\|x\|=1\},n\geq 2} 均為單連通[6]。

然而 {\displaystyle S^{1}} 並非單連通：{\displaystyle \pi _{1}(S^{1},*)=\mathbb {Z} }。
- 每个拓撲向量空間均是单连通的。包括：巴拿赫空间和希尔伯特空间。
- 环面、圆柱体、莫比乌斯带、射影平面和克莱因瓶均不是单连通的。
- 当n 大于 2 时，特殊正交群 SO(n ,R) 都不是單連通的，而特殊么正群 SU(n ) 都是單連通的。
- 長直線L 是单连通的。它的紧化扩展L* 虽然是道路连通的，但不是单连通的。

## 性質
- 当且仅当一个表面（二维拓扑流形）是连通的，且它的亏格为 0 时，它才是单连通的。
- 任何（适宜）空间X 的通用覆盖都是单连通空间，它通过覆叠映射映射到X。
- 若X 和Y 是同伦等价的，且X 是单连通的，那么Y 也是单连通的。
- 单连通集合的图像经连续函数变换后不一定是单连通的。举个例子：复数平面经指数映射后得到 C\{0}，它不是单连通的。
- 在單連通流形上，一次微分形式 ω 正合的充要條件是 dω=0 。

## 應用
单连通性的概念在复分析中十分重要：
- 柯西积分定理保证：对一个复平面 C 的单连通开集U，若有全纯函数 f : U → C，全纯函数f 在集合U 上有不定积分F。则在集合U 上，被积函数f 的每一个线积分的值，只取决于积分路径的两个端点u 和v，积分值能表示为 F (v) - F (u)。因此，积分值不依赖于连接 u 和 v 的特定路径。
- 黎曼映射定理保证：除复数域 C 自身外，任何非空的、单连通的复数域 C 的开子集共形等价于单位圆盘。

单连通性的概念也是庞加莱猜想的一个重要条件。